# پلورومئیا
پلورومئیا (نام علمی: Pleuromeiales) نام یک راسته از شاخه پنجه‌گرگ‌تباران است.
در آغاز تریاسه پوشش گیاهی زمین، پس از بزرگ‌ترین انقراض جمعی، کم‌کم احیا شد. بسیاری از گیاهان منقرض شده بودند، اما پلورومئیا از این تغییر فاجعه‌بار سود برد. سنگواره‌ها نشان می‌دهند که این گیاه در سراسر زمین می‌رویید و در بسیاری از زیستگاه‌های متنوعی که با نابود شدنِ گیاهان رقیبِ پلورومئیا تهی مانده بودند پدیدار شد.
پلورومئیا نوعی پنجه‌گرگی بود؛ گروهی که خزه‌های خاجی غول‌پیکری که باتلاق‌های زغالی دوره‌ی کربنیفر را ساختند هم جزو آن بودند. گرچه پلورومئیا هم درخت بود، [در مقایسه با خزه‌های خاجی] ابعاد کوچک‌تری داشت. این گیاه تک‌تنه‌ای بی‌شاخه داشت که یک دسته برگ علف‌مانند بالای آن دیده می‌شدند.
وقتی پلورومئیا قد می‌کشید، برگ‌های قدیمی‌ترش می‌ریختند و طوقی از ته‌برگ‌های شکسته روی گیاه باقی می‌ماند. این ته‌برگ‌ها کم‌کم به برجستگی‌هایی هموار تبدیل می‌شدند که طول تنه‌ی درخت را می‌پوشاندند. ساختار ریشه‌ایِ پلورومئیا چهار قسمت پیازمانند داشت که ریشه‌های پخش‌شده در خاک را به یکدیگر وصل می‌کردند. این گیاه با هاگ‌های مخروط‌هایش تولید مثل می‌کرد. بعضی از گونه‌های پلورومئیا چند مخروط می‌ساختند، اما بسیاری از آن‌ها فقط یک مخروط بالای تنه‌شان داشتند.